# Robinson Crusoe (1954)
Robinson Crusoe is een Mexicaanse avonturenfilm uit 1954 onder regie van Luis Buñuel. Het scenario is gebaseerd op de gelijknamige roman uit 1719 van de Engelse auteur Daniel Defoe.

## Verhaal
Robinson Crusoe lijdt schipbreuk op een onbewoond eiland. Door de eenzaamheid wordt hij er bijna waanzinnig.

## Rolverdeling
| Acteur          | Personage              |
| --------------- | ---------------------- |
| Dan O'Herlihy   | Robinson Crusoe        |
| Jaime Fernández | Vrijdag                |
| Felipe de Alba  | Kapitein Oberzo        |
| Chel López      | Bosun                  |
| José Chávez     | Piraat                 |
| Emilio Garibay  | Leider van de muiterij |